# Wiedemannia jakubi
Wiedemannia jakubi är en tvåvingeart som beskrevs av Krysiak 2005. Wiedemannia jakubi ingår i släktet Wiedemannia och familjen dansflugor.
Artens utbredningsområde är Polen. Inga underarter finns listade i Catalogue of Life.